# Eskimo

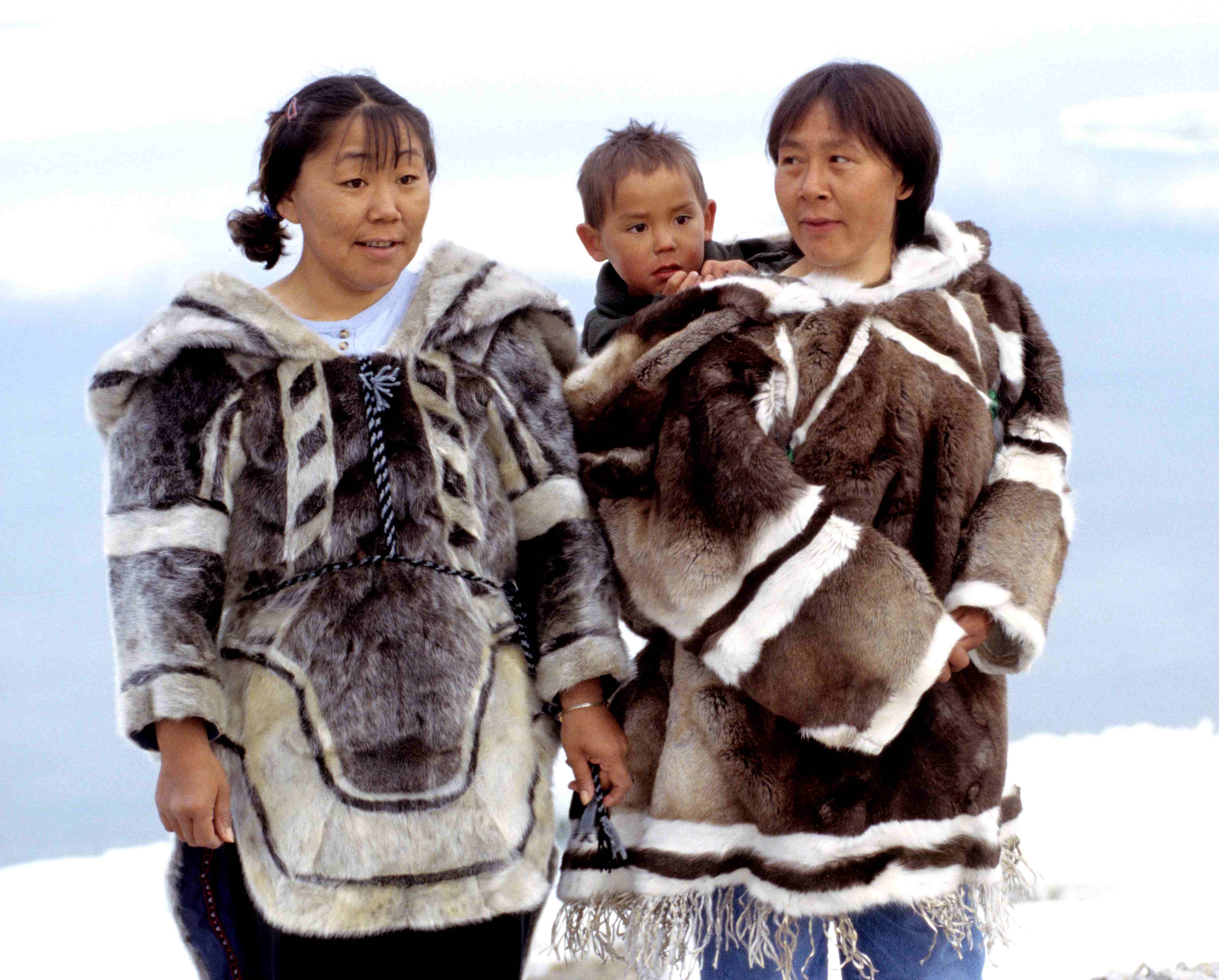
Inuit-Familie in traditioneller Fellkleidung

Eskimo ist die Sammelbezeichnung für indigene Völker im nördlichen Polargebiet, deren Siedlungsgebiet sich vom Nordosten Sibiriens über die Beringstraße und die arktischen Regionen Alaskas und Kanadas bis nach Grönland erstreckt. Sie bilden in Nordamerikas Arktis die Urbevölkerung, die von den Indianern des übrigen Kontinentes abgegrenzt wird. 
Die beiden Hauptgruppen sind die Inuit (östliche Eskimos) im Norden Kanadas und auf Grönland sowie die Yupik (westliche Eskimos) auf der russischen Tschuktschen-Halbinsel und in Alaska. Eine kleinere Dialektgruppe der Inuit sind die in Alaska lebenden Iñupiat. Weiterhin verwandt sind die zu den Ureinwohnern Alaskas zählenden Aleuten. Zusammen sprechen sie eskimo-aleutische Sprachen und bilden als relativ homogene Kulturen das nordamerikanische Kulturareal der „Arktis“. Die Wissenschaft von Kultur und Sprache der Eskimos nennt man Eskimologie.

## Bezeichnung

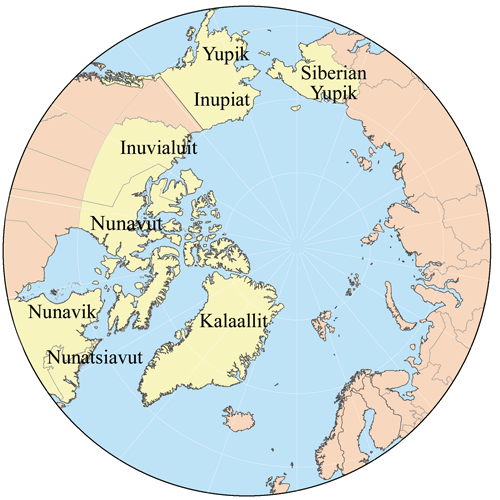
Verbreitungsgebiete der Eskimos nach der Karte der Inuit Circumpolar Conference

Das Wort „Eskimo“ ist ursprünglich eine Fremdbezeichnung, die seit dem 17. Jahrhundert bekannt und deren Etymologie nicht eindeutig geklärt ist. Ursprünglich war es eine von den Cree und den Algonkin verwendete Sammelbezeichnung für die mit ihnen nicht verwandten Völker im nördlichen Polargebiet. Das Wort soll sich nach Auffassung von Ives Goddard (R. H. Ives Goddard, III) an der Smithsonian Institution etymologisch aus dem Cree-Wort aayaskimeew, „Schneeschuhflechter“ (Englisch: snowshoe netters) herleiten.
Die Linguistin José Mailhot aus Québec, die die Sprache Innu-Montagnais beherrschte, veröffentlichte 1978 eine Untersuchung, in der sie das Wort aus dieser Sprache ableitet und mit „Menschen, die eine andere Sprache sprechen“ (Englisch: people who speak a different language) übersetzt. Die frühere linguistische Herleitung aus der Sprache der Anishinabe ashkipok, „Rohfleischesser“ (Englisch: eaters of raw meat) und aus ähnlichen Wörtern verwandter Indianersprachen gilt heute als widerlegt. Diese frühere Worterklärung führte bei den Inuit zur Ablehnung des Wortes „Eskimo“, weil sie „Rohfleischesser“ als abwertend empfanden.
Obwohl ihre Siedlungsgebiete geographisch weiträumig und nicht zusammenhängend sind, zeichnet die zu den Eskimos zählenden Volksgruppen eine einheitliche Kultur und enge Sprachverwandtschaft aus, doch macht die gewöhnlich „Mensch“ bedeutende Eigenbezeichnung auch Unterschiede deutlich. In Südalaska nennen sich die Ureinwohner Yupik, in Nordwestalaska Inupiat, im Mackenziegebiet Inuvialuit, in Nord- und Nordostkanada Inuit und auf Grönland Kalaallit.
Die von Inuit gegründete Nichtregierungsorganisation Inuit Circumpolar Council möchte den Ausdruck Eskimo allgemein durch Inuit ersetzen. Dieses Wort kommt jedoch nicht in allen Eskimosprachen vor und bezeichnet auch nur die kanadischen und grönländischen Volksgruppen, weshalb die Yupik und Iñupiat ihre Eigenbezeichnung verwenden oder sich dem „Volk der Eskimos“ zugehörig fühlen. Auch die in Inuit-Besitz befindliche, international durch den Vertrieb von Inuit-Kunst bekannte Genossenschaft von Kinngait (ehemals Cape Dorset) im Territorium Nunavut nennt sich seit ihrer Gründung West Baffin Eskimo Cooperative (WBEC). Die meisten Personen in Alaska akzeptieren weiterhin die Bezeichnung Eskimo, möchten jedoch nicht als Inuit bezeichnet werden.

## Verbreitung
Die Gesamtzahl der eskimoischen Arktisbewohner wird heute auf etwa 160.000 geschätzt. In Grönland leben etwa 50.000, in Kanada etwa 60.000 – davon im Territorium Nunavut etwa 30.000, im übrigen Kanada, vor allem in den Nordwest-Territorien, im Gebiet Nunavik (Nord-Québec) und in Labrador, zusammen ebenfalls etwa 30.000 – und in Alaska etwa 30.000. Weitere 1500 leben in Tschukotka (nordöstliches Sibirien). 
Je nach Region führen diese Menschen unterschiedliche Bezeichnungen: Inuit in Nord- und Nordostkanada, Inuit und spezieller Kalaallit auf Grönland, Yupik (auch Yuit) auf der sibirischen Tschuktschen-Halbinsel und auf der St.-Lorenz-Insel vor Alaska, Inupiat in Westalaska, Inuvialuit (auch Inuvialiut) in Nordalaska und Nordwestkanada. Zu den Eskimos gehören überdies die mit den Yupik nahe verwandten Alutiiq (Sugpiaq). In Churchill (Manitoba) befindet sich ein Eskimo-Museum.

## Kultur

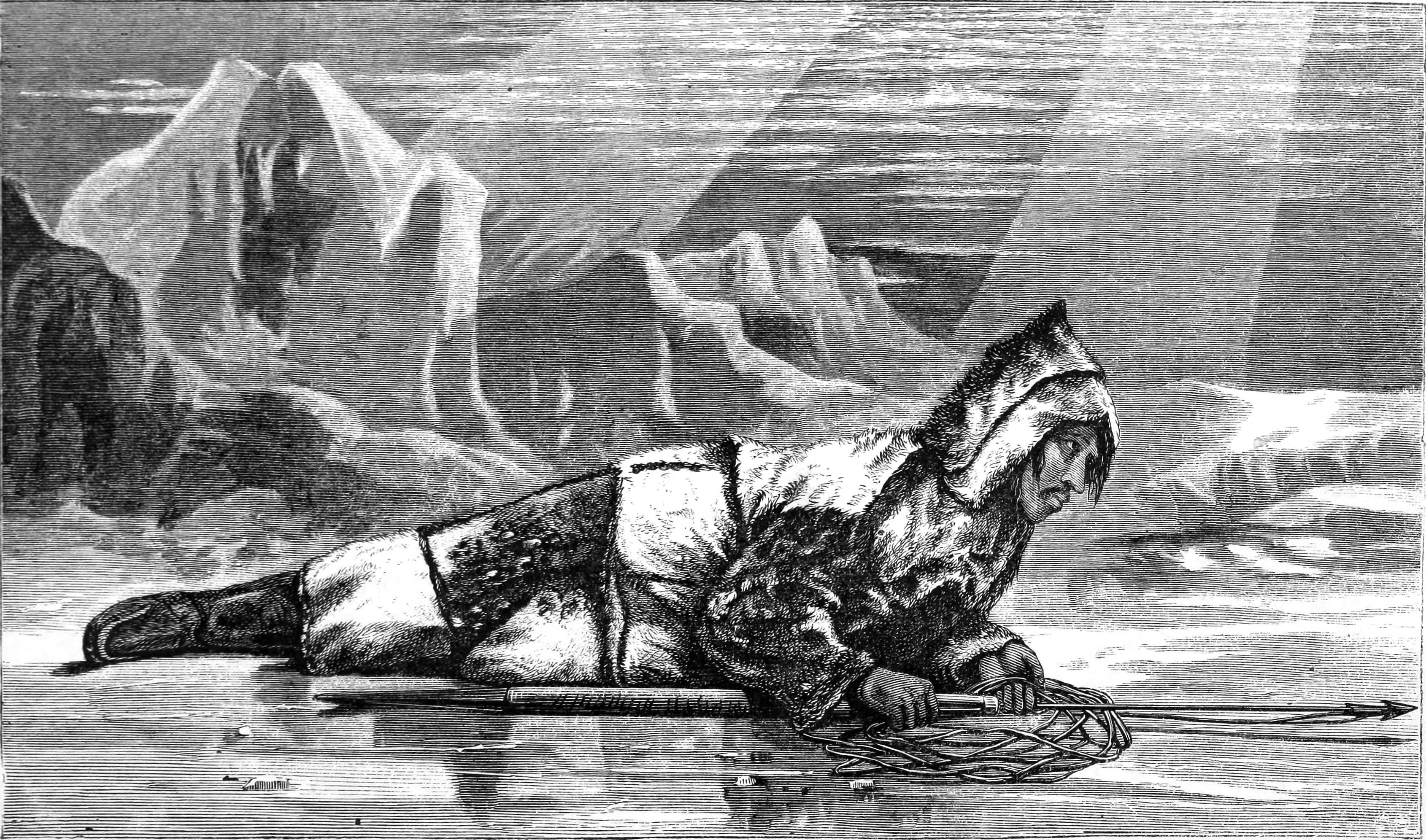
Eskimo bei der Robbenjagd, Graphik von Charles Francis Hall, 1864

Die Eskimos waren traditionell halbsesshafte Jäger und Sammler, die ursprünglich in der Hauptsache von der Jagd auf Meeressäuger, Karibus und Vögel sowie vom Fischfang lebten. Ihre Technologie zeichnete sich durch eine geeignete Anpassung an die Lebensbedingungen an der arktischen Küste aus (Harpune, Iglu-Schneehaus, Kajak und Umiak (Boote) oder Ulu-Wiegemesser). 
Die meisten Eskimo-Gruppen waren egalitär (gleichberechtigt) und akephal (herrschaftsfrei) organisiert. Familien bzw. Haushalte schlossen sich im jahreszeitlichen Wechsel (Winter: Jagd auf Meeressäuger, Sommer: Jagd auf Karibus, Sammelzeit) zu unterschiedlich großen Lokalgruppen zusammen. Ansätze einer sozialen Schichtung fanden sich bei den westlichen Eskimo, insbesondere am Pazifik und der Beringstraße. Dort hatte man auch Häuptlinge.
Noch heute spielt die subsistenzorientierte Jagd bei isolierten Gruppen, die fernab der Kleinstädte wohnen, eine wichtige Rolle. Ansonsten ist die traditionelle Lebensweise und Sozialstruktur eher die Ausnahme, wenngleich es in den teilautonomen Eskimo-Territorien Bestrebungen zur Revitalisierung gibt, um die Armut zu bekämpfen und den entwurzelten Menschen eine neue / alte Perspektive zu bieten.
Die traditionelle Musik der Eskimos ist überwiegend vokal. Die einzigen eigenen Musikinstrumente sind die große Rahmentrommel qila, die früher als Schamanentrommel verwendet wurde, und gelegentlich Rasseln. Mit der qila werden auf Grönland die Trommellieder inngerutit begleitet. Beim ritualisierten „Trommelstreit“ ivertut pisii werfen sich zwei Gegner Schmählieder an den Kopf. Der Trommeltanz heißt aton.

## Religion
Da die Kulturen der Eskimo-Völker einander ähnlich sind, stimmen auch die traditionellen Glaubensvorstellungen weitgehend überein. Dennoch haben die große Isolation der einzelnen Gruppen sowie Einflüsse benachbarter Ethnien bei den nur mündlich überlieferten Religionen zu vielfältigen Spielarten geführt. Der ursprüngliche Glaube ohne fremde Einflüsse existiert heute nicht mehr. Die Christianisierung war überall recht durchdringend. Die letzte „Bastion“ halbwegs traditioneller Vorstellungen findet sich bei einigen hundert älteren ostgrönländischen Schamanisten.
Darüber hinaus sind nur bei wenigen Gruppen in abgelegenen Regionen Nordgrönlands oder Nunavuts noch einzelne Mythen und Rituale lebendig. Dass die alte Glaubenswelt trotzdem auch von jungen Menschen noch als reale Möglichkeit betrachtet wird, beweisen etwa Berichte von Inuit-Studenten über den Respekt vor den Geistern früherer Schamanen – von einer synkretistischen Mischreligion kann allerdings keine Rede sein. In allen anderen Gebieten Alaskas, Kanadas und Westgrönlands existieren nur noch folkloristische Bräuche (Musik und Tanz), Erzählungen aus alten Mythen und vereinzelte „abergläubische“ Vorstellungen.

### Traditionelle Vorstellungen

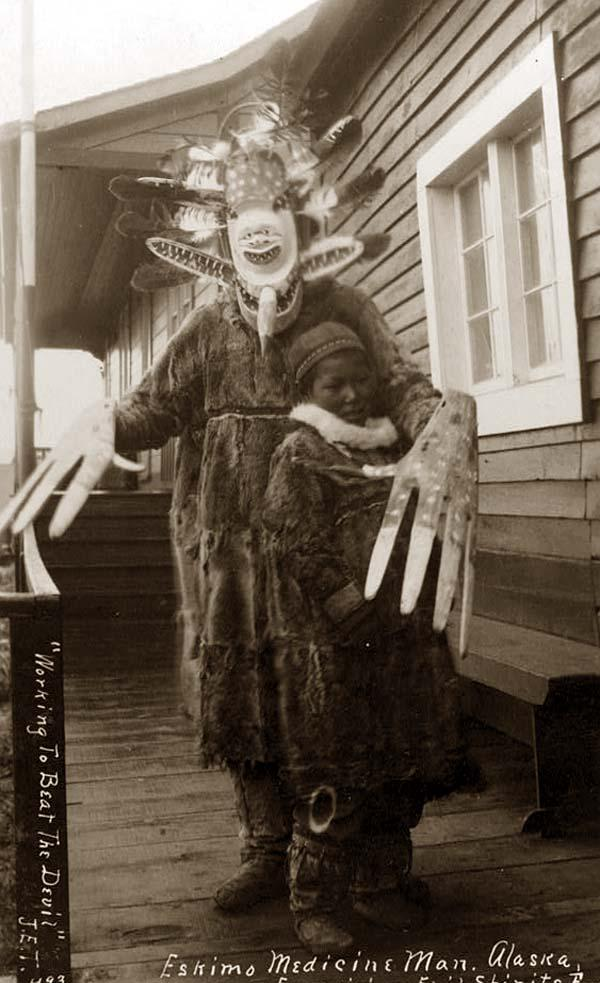
Eskimo-Schamane aus Alaska um 1900, der einen „bösen Geist“ aus einem kranken Jungen vertreiben möchte

Die ursprüngliche Religion war ausgesprochen animistisch, das heißt, auch alle Tiere, Pflanzen, leblose Dinge und sogar Begriffe galten als mit einer menschenähnlichen Seele ausgestattet. Über einem Heer von kollektiven Geistwesen standen gottähnliche „Gestalten“. Es gab überall ein höchstes (zumeist geschlechtsloses) Wesen, das die Atmosphäre und den gesamten Weltraum erfüllte, mit höchstem Verstand ausgestattet war, und das etwa Sila, Hila oder Sla genannt wurde. Sila strafte Übertretungen der Gesetze durch besonders heftige Unwetter. Die nächsthöchste Gottheit war in der Regel der Mondgott, der ebenfalls Einfluss auf das Wetter hatte, der aber auch für die Fruchtbarkeit der Frauen und den Schutz der Armen und Waisen zuständig war. Zudem war er auch als Herr der Tiere ein Jagdgott, der seine Macht über die Meerestiere allerdings mit der „Meermutter“ teilen musste, die von den Menschen besonders hoch verehrt wurde. 
Die im Westen zumeist unter dem Namen Sedna bekannte Göttin galt als allwissende Beobachterin der Menschen. Obwohl die Frauen in den Eskimo-Gesellschaften nur eine geringe Bedeutung in Wirtschaft und Religion hatten, war diese wichtige Gottheit weiblich. Wenn Menschen Tabus übertraten, setzten sich diese als Schmutz in Sednas Haaren fest und machten sie zornig, so dass sie die Tiere vor den Jägern warnte und Hungersnöte auslösen konnte. Eine weitere Göttin war die „Herrin der Sonne“ als Schwester des Mondgottes.
Das überlieferte Weltbild der Eskimovölker ist statisch: Himmel und Erde ruhen seit jeher auf Weltstützen und die Lebenswelt des Menschen besteht ohne Anfang und ohne Veränderung in der heutigen Form. Daher gibt es in den Inuit-Mythen in der Regel keine kosmogonischen Erzählungen.
Oberhalb des Himmels lag nach dem Glauben der kanadischen Inuit die vom Mond regierte Welt, wo es immer genug Nahrung für kürzlich Verstorbene gab, da die Seelen der Jagdtiere dort lebten. Die menschliche Namensseele verließ diesen Übergangsbereich jedoch schnell wieder, um in einem oder meist mehreren Neugeborenen reinkarniert zu werden. Die Seelenvorstellungen sowie das Bild des Jenseits waren darüber hinaus uneinheitlich. Häufig war der Glaube an zwei Paradiese, ein himmlisches und ein unterirdisches, die beide als glückliche „Schlaraffenländer“ gewertet wurden. Der Glaube an eine Art Hölle unter der Erde kam eher selten vor. In diesem Fall entschied das Verhalten zu Lebzeiten – ganz ähnlich wie im Christentum – über den Aufenthaltsort nach dem Tod.
Ähnlich wie bei anderen Jägervölkern des Nordens spielten im Kult die Jagdriten die vorherrschende Rolle: Die Schutzgeister der Beutetiere mussten wohlwollend gestimmt werden, damit sich die Tiere dem Jäger zeigten und die Geister sich nicht bei den Göttern beschwerten. Gelegentlich bekamen die getöteten Tiere bzw. ihre Geister Opfergaben oder seine Knochen wurden rituell begraben. Besonders ausgeprägte und komplexe Tabuvorschriften galten bei der Waljagd. Verbreitet war die Vorstellung, dass alles, was mit Meerestieren zu tun hatte, streng von allem, was mit Landtieren zu tun hatte, getrennt werden musste. Wenn solche ethisch-zeremoniellen Verpflichtungen nicht eingehalten wurden, erregte das nach dem Glauben der Eskimos den stärksten Zorn der Tiergeister. Damit gemeint war „Inua“, die gemeinsame Seele der jeweiligen Tierart (nicht des Einzeltieres).
Für die „religiöse Psychologie“ der Eskimos war das übermächtige Gefühl der Furcht charakteristisch: das Gefühl, von solchen übernatürlichen Kräften abhängig zu sein. Um sich vor den zahllosen Geistern zu schützen, die in jedem Element und jeder Aktivität der Natur wohnten und als Tiere, Dinge, Riesen, Zwerge usw. auftreten konnten, gab es eine große Zahl von Tabus und schützende Amulette wie die Tupilaks: Abbilder besonders hässlicher Geistwesen, die ihren Besitzer schützen sollen. Die Behandlung der Toten variierte: Manche Gruppen begruben die Verstorbenen (was häufig mit Grabbeigaben für die Zeit in der Totenwelt erfolgte), andere legten sie in Felle gehüllt in die Tundra.

### Arktischer Schamanismus
Wie bei den nord- und ostsibirischen Völkern, die unter ähnlichen Umweltbedingungen leben, hatte der Schamane als Mittler zwischen Diesseits und Jenseits bei den Eskimos früher eine beherrschende Stellung, so dass er beträchtliche Teile der religiösen Aktivitäten dominierte. Der deutsche Ethnologe Klaus E. Müller spricht hier vom Elementarschamanismus der arktischen Jägervölker. Die wichtigsten Aufgaben des Eskimo-Schamanen Angakok (Plural Angakut) (zumeist Männer, es konnten jedoch auch Frauen sein) waren Heilung von Krankheiten, Hilfe für unfruchtbare Frauen, das Zurückholen geraubter Seelen, die Überwachung der Moral, die Bekämpfung von Schadzauber, die Bewahrung der Traditionen, Wetterzauber, Zeremonienleitung, Wahrsagen und schließlich die Fürsprache bei der Göttin Sedna, wenn der Erfolg beim Fang von Meerestieren ausblieb. Für viele dieser Aufgaben – vor allem jedoch für die Reise zu Sedna – vollführten einige Angakut in Trance (mit Hilfe der Rhythmen einer Schamanentrommel) eine ekstatische Seelenreise in die jenseitige Geisterwelt mit Hilfe verschiedener Hilfsgeister (oder auf den Meeresgrund im Falle von Sedna).
Schamanen wurden durch Götter oder Geister berufen oder von einem älteren Schamanen erwählt. Daraufhin wurde er von einem erfahrenen Lehrer ausgebildet, der ihn unter anderem in der „Geistersprache“ unterrichtete. Vor der Initiation verbrachte der Adept eine entbehrungsreiche Zeit in völliger Einsamkeit, während der er seine Hilfsgeister (Geister Verstorbener oder von Tieren) gewann. Eskimo-Schamanen trugen bis auf wenige Ausnahmen (Masken in Alaska) keine besondere Kleidung oder Ausrüstung wie etwa bei einigen sibirischen Kulturen. Heute gibt es nur noch in Ostgrönland Schamanen nach überliefertem Muster sowie einige Heiler in Nord-Kanada, die sich Angakok nennen und ihre Fähigkeiten auf die Geister heilmächtiger Vorfahren zurückführen.

### Christentum
Die frühesten Christianisierungsversuche bei Eskimovölkern begannen im 18. Jahrhundert. 1721 wirkte der norwegische Pfarrer Hans Egede („Apostel der Grönländer“) in Südwestgrönland, in Labrador begann die christliche Mission durch deutschstämmige Herrnhuter 1774 und ab 1794 waren Russisch-Orthodoxe in Alaska aktiv. Viele Jahrzehnte lang hatte die Missionierung nur geringe Erfolge, da die Religionen zu verschieden waren: Jesus wurde einfach in die alte Geisterwelt integriert. Die Missionare, die trotz des gemeinsamen Zieles ganz verschiedene Beweggründe mitbrachten, versuchten mit sehr unterschiedlichen Methoden, die Eingeborenen zu erreichen. 
So führten etwa russische Mönche auf Kodiak Massentaufen durch und machten finanzielle Anreize. Die Gründung von Missionsschulen oder auch von Handelsposten war eine gern angewandte Methode. Einige Gottesmänner veränderten sich allerdings auch selbst durch die Begegnung mit den Eskimos: Etwa das Missionars-Ehepaar Edith und John Kilbuck, das von 1885 bis 1922 bei den Yup'ik in Alaska lebte; dessen Anliegen wandelte sich von der Missionierung des Volkes zum Schutz seiner Kultur. Die orthodoxen Prediger in Alaska hatten übrigens bereits nachhaltige Arbeit geleistet, als 1872 die ersten amerikanischen Missionare kamen.
Während Pelzhändler schon lange den hohen Norden Alaskas und Kanadas bereisten, tauchten die ersten Missionare und Geschäftsleute erst in der zweiten Hälfte des 19. Jahrhunderts dort auf. Im späten 19. und Anfang des 20. Jahrhunderts hatten sich die missionarischen Tätigkeiten über weite Teile des Landes ausgebreitet. Bei den erst 1884 (wieder)entdeckten Ostgrönländern begann die Mission 1894. Der unter den Einheimischen angesehene Polarforscher Knud Rasmussen initiierte bei seinen Reisen von Grönland bis Alaska verschiedene Missionsstationen, so etwa 1909 bei den Inughuit in Nord-Grönland, 1910 in Uummannaq (West-Grönland) und von 1921 bis 1924 im kanadischen Archipel. Die Netsilik an der kanadischen Nordküste waren in den 1930ern die letzten Eskimo, die (innerhalb weniger Jahre) christianisiert wurden.